# Eleições municipais de 2015 em Madrid
As eleições municipais de 2015 foram realizadas em Madrid no domingo, 24 de maio, de acordo com o Real Decreto convocando eleições locais na Espanha, programado para 30 de março de 2015 e publicado no Boletim Oficial do Estado em 31 de março. Os 57 vereadores da câmara plenária do Ayuntamiento de Madrid foram eleitos através de um sistema proporcional (método d'Hondt) com uma cláusula de barreira do 5%. A candidatura do Partido Popular (PP) obteve maioria simples (21 vereadores), seguida por Ahora Madrid (20 vereadores). As outras dois candidaturas com representação, o Partido Socialista Operário Espanhol (PSOE) e Cidadãos - Partido da Cidadania (C's), conquistaram 9 e 7 vereadores, respectivamente.

## Resultados oficiais
Os resultados das eleições municipais no concelho de Madrid foram os seguintes:
| Candidatura                                                | Candidatura                                                | Votos     | %                    | Vereadores           |
| ---------------------------------------------------------- | ---------------------------------------------------------- | --------- | -------------------- | -------------------- |
|                                                            | Partido Popular (PP)                                       | 564 154   | 34,57                | 21                   |
|                                                            | Ahora Madrid (AhoraMadrid)                                 | 519 721   | 31,84                | 20                   |
|                                                            | Partido Socialista Operário Espanhol (PSOE)                | 249 286   | 15,27                | 9                    |
|                                                            | Cidadãos - Partido da Cidadania (C's)                      | 186 487   | 11,43                | 7                    |
| União, Progresso e Democracia (UPyD)                       | União, Progresso e Democracia (UPyD)                       | 29 812    | 1,83                 | 0                    |
| Esquerra Unida Comunidade de Madrid-Os Verdes (IUCM-LV)    | Esquerra Unida Comunidade de Madrid-Os Verdes (IUCM-LV)    | 27 651    | 1,69                 | 0                    |
| Vox (VOX)                                                  | Vox (VOX)                                                  | 9 867     | 0,60                 | 0                    |
| Partido Animalista Contra o Maltrato Animal (PACMA)        | Partido Animalista Contra o Maltrato Animal (PACMA)        | 9 599     | 0,59                 | 0                    |
| Os Verdes - Grupo Verde (LV-GV)                            | Os Verdes - Grupo Verde (LV-GV)                            | 5 409     | 0,33                 | 0                    |
| Ciudadanos Libres Unidos (CILUS)                           | Ciudadanos Libres Unidos (CILUS)                           | 2 512     | 0,15                 | 0                    |
| Falange Espanhola das JONS (FE de las JONS)                | Falange Espanhola das JONS (FE de las JONS)                | 2 089     | 0,13                 | 0                    |
| Assentos em Branco (EB)                                    | Assentos em Branco (EB)                                    | 1 895     | 0,12                 | 0                    |
| A Coalizão Nacional (LCN)                                  | A Coalizão Nacional (LCN)                                  | 1 259     | 0,08                 | 0                    |
| Partido Comunista dos Povos da Espanha (PCPE)              | Partido Comunista dos Povos da Espanha (PCPE)              | 1 226     | 0,08                 | 0                    |
| Partido Humanista (PH)                                     | Partido Humanista (PH)                                     | 1 015     | 0,06                 | 0                    |
| Alternativa Espanhola (AES)                                | Alternativa Espanhola (AES)                                | 998       | 0,06                 | 0                    |
| Partido Multicultural para a Justiça Social (MJS)          | Partido Multicultural para a Justiça Social (MJS)          | 789       | 0,05                 | 0                    |
| Partido Libertário (PLib)                                  | Partido Libertário (PLib)                                  | 617       | 0,04                 | 0                    |
| Solidariedade e Autogestão Internacionalista (SAIn)        | Solidariedade e Autogestão Internacionalista (SAIn)        | 543       | 0,03                 | 0                    |
| Partido Operário Socialista Internacionalista (POSI)       | Partido Operário Socialista Internacionalista (POSI)       | 528       | 0,03                 | 0                    |
| Partido Castelhano - Terra Comunera: Pacto (PCAS-TC:PACTO) | Partido Castelhano - Terra Comunera: Pacto (PCAS-TC:PACTO) | 490       | 0,03                 | 0                    |
| União para Leganés (ULEG)                                  | União para Leganés (ULEG)                                  | 270       | 0,02                 | 0                    |
| Votos em branco                                            | Votos em branco                                            | 15 825    | 0,97                 | n/a                  |
| Votos válidos                                              | Votos válidos                                              | 1 632 042 | 100,00               | 57                   |
| Votos nulos                                                | Votos nulos                                                | 12 051    | Participação: 68,90% | Participação: 68,90% |
| Votos                                                      | Votos                                                      | 1 644 093 | Participação: 68,90% | Participação: 68,90% |
| Eleitores                                                  | Eleitores                                                  | 2 386 120 | Participação: 68,90% | Participação: 68,90% |

## Vereadores eleitos
Lista de vereadores proclamados eleitos, ordenados de acordo com a distribuição pelo método D'Hondt:
| No. | Nom                                      | Candidatura | Candidatura |
| --- | ---------------------------------------- | ----------- | ----------- |
| 1   | Esperanza Aguirre Gil de Biedma          |             | PP          |
| 2   | Manuela Carmena Castrillo                |             | AhoraMadrid |
| 3   | Íñigo Henríquez de Luna Losada           |             | PP          |
| 4   | Ignacio Murgui Parra                     |             | AhoraMadrid |
| 5   | Antonio Miguel Carmona Sancipriano       |             | PSOE        |
| 6   | José Luis Martínez-Almeida Navasqüés     |             | PP          |
| 7   | Begoña Villacís Sánchez                  |             | C's         |
| 8   | Inés Sabanés Nadal                       |             | AhoraMadrid |
| 9   | Alicia Delibes Liniers                   |             | PP          |
| 10  | Mauricio Valiente Ots                    |             | AhoraMadrid |
| 11  | Purificación Causapié Lopesino           |             | PSOE        |
| 12  | María Inmaculada Sanz Otero              |             | PP          |
| 13  | Rita Maestre Fernández                   |             | AhoraMadrid |
| 14  | Percival Peter Manglano Albacar          |             | PP          |
| 15  | Miguel Ángel Redondo Rodríguez           |             | C's         |
| 16  | Pablo César Carmona Pascual              |             | AhoraMadrid |
| 17  | Julio Ramsés Pérez Boga                  |             | PSOE        |
| 18  | Fernando Martínez Vidal                  |             | PP          |
| 19  | Marta María Higueras Garrobo             |             | AhoraMadrid |
| 20  | Beatriz María Elorriaga Pisarik          |             | PP          |
| 21  | Pablo Soto Bravo                         |             | AhoraMadrid |
| 22  | Isabel Rosell Volart                     |             | PP          |
| 23  | María de Las Mercedes González Fernández |             | PSOE        |
| 24  | Sofía Miranda Esteban                    |             | C's         |
| 25  | Celia Mayer Duque                        |             | AhoraMadrid |
| 26  | José Luis Moreno Casas                   |             | PP          |
| 27  | Jorge García Castaño                     |             | AhoraMadrid |
| 28  | Pablo Cavero Martínez de Campos          |             | PP          |
| 29  | Ignacio de Benito Pérez                  |             | PSOE        |
| 30  | Marta Gómez Lahoz                        |             | AhoraMadrid |
| 31  | María Isabel Martínez-Cubells Yraola     |             | PP          |
| 32  | Sergio Brabezo Carballo                  |             | C's         |
| 33  | Almudena Maíllo del Valle                |             | PP          |
| 34  | Guillermo Zapata Romero                  |             | AhoraMadrid |
| 35  | María del Mar Espinar Mesa-Moles         |             | PSOE        |
| 36  | Francisco de Borja Carabante Muntada     |             | PP          |
| 37  | Rommy Arce Legua                         |             | AhoraMadrid |
| 38  | Álvaro González López                    |             | PP          |
| 39  | Ana María Domínguez Soler                |             | C's         |
| 40  | Carlos Sánchez Mato                      |             | AhoraMadrid |
| 41  | José Manuel Dávila Pérez                 |             | PSOE        |
| 42  | José María Rotellar García               |             | PP          |
| 43  | Montserrat Galcerán Huguet               |             | AhoraMadrid |
| 44  | Ana Román Martín                         |             | PP          |
| 45  | Francisco Pérez Ramos                    |             | AhoraMadrid |
| 46  | Francisco de Borja Fanjul Fernández-Pita |             | PP          |
| 47  | María Carlota Merchán Mesón              |             | PSOE        |
| 48  | Bosco Labrado Prieto                     |             | C's         |
| 49  | Esther Gómez Morante                     |             | AhoraMadrid |
| 50  | María Carmen Castell Díaz                |             | PP          |
| 51  | José Javier Barbero Gutiérrez            |             | AhoraMadrid |
| 52  | Jesús Moreno Sánchez                     |             | PP          |
| 53  | Ramón Silva Buenadicha                   |             | PSOE        |
| 54  | Yolanda Rodríguez Martínez               |             | AhoraMadrid |
| 55  | Pedro María Corral Corral                |             | PP          |
| 56  | Silvia Elena Saavedra Ibarrondo          |             | C's         |
| 57  | José Manuel Calvo del Olmo               |             | AhoraMadrid |